# Roncus corimanus
Roncus corimanus es una especie de arácnido del orden Pseudoscorpionida de la familia Neobisiidae.

## Distribución geográfica
Se encuentra en Georgia, Irán y Rusia.